# 丹羽正庸
丹羽 正庸（にわ まさつね、文政5年3月4日（1822年4月25日） - 明治15年（1882年）8月4日）は、幕末の地下人。丹羽正高の子、母は箕輪氏。前名は正統。
天保3年（1832年）家督を相続し、三条家諸大夫を継ぐ。同時に従六位上豊前守に叙任される。弘化元年（1844年）からは大学助を兼ね、嘉永6年（1853年）従五位上に昇叙。
三条実万・実美の2代の家政を預かり、安政元年（1854年）に江戸での情報収集の任に当たった。また多数の尊攘派志士と交わるが、安政5年（1858年）に安政の大獄で捕われ、翌安政6年（1859年）に江戸に送られる。追放刑となるが、文久2年（1862年）に和宮降嫁の大赦で許された。帰京後は三条家諸大夫に復職している。
墓所は東京都港区の青山霊園。